# Cribella triangulata
Cribella triangulata är en mossdjursart som beskrevs av Canu och Bassler 1928. Cribella triangulata ingår i släktet Cribella och familjen Bitectiporidae. Inga underarter finns listade i Catalogue of Life.